# 北見国

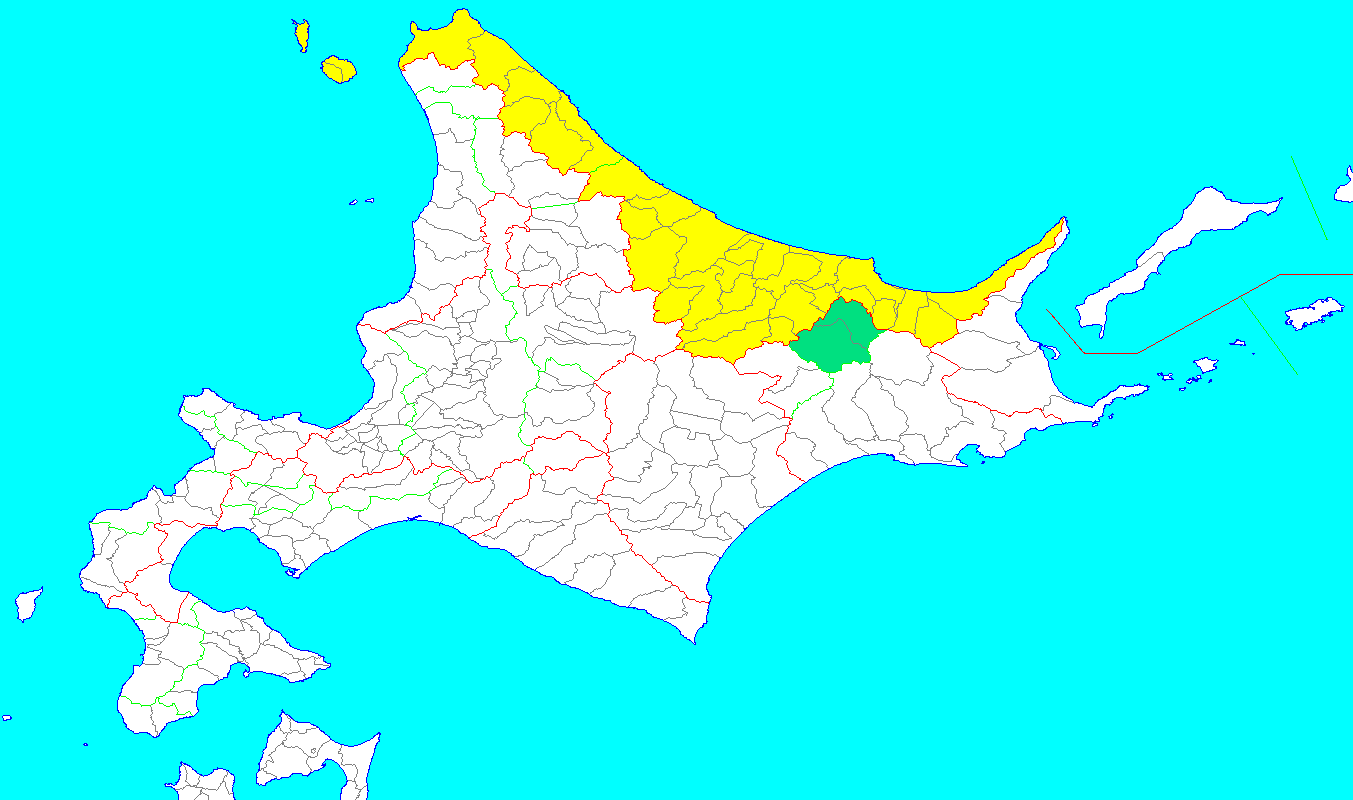
北見国の範囲（1869年8月15日）。緑色の範囲が末期に編入された網尻郡

北見国（きたみのくに）は、大宝律令の国郡里制を踏襲し戊辰戦争（箱館戦争）終結直後に制定された日本の地方区分の国の一つである。五畿八道のうち北海道 (令制)に含まれた。道北から道東にかけて位置し、領域は現在の北海道オホーツク総合振興局管内及び宗谷総合振興局管内のうち幌延町と豊富町をのぞいた部分にあたる。設置当初は釧路国の網尻郡（現在のオホーツク総合振興局管内のうち美幌町と津別町にあたる部分と大空町の一部）は含まれなかった。

## 名称の由来
幕末・明治にかけて活躍した探検家、松浦武四郎が1870年（明治2年）に政府に提出した、「国名建議書」において、「常々此辺の事北海岸と唱へ来り候事故、北の文字相用ひ、カラフト島快晴之日には見へ候に付北見等如何に御坐候哉と存じ奉り候」と提案し、それが採用されたものである。

## 領域
1869年（明治2年）の制定時の領域は、現在の北海道のオホーツク総合振興局・宗谷総合振興局管内から下記を除いた区域に相当する。
- 網走郡美幌町・津別町[* 1]
- 稚内市の一部（声問村天興・声問村曙）
- 天塩郡豊富町・幌延町

## 沿革
ここでは北見国成立までについても記述する。
飛鳥時代に阿倍比羅夫が弊賂弁嶋で戦った粛慎（『日本書紀』）は、当時樺太や北見国域を中心に栄えたオホーツク文化圏に属する人たちで、弊賂弁嶋は粛慎の本拠地である樺太とする説もある。代表的な遺跡であるモヨロ貝塚の他、常呂遺跡も存在する。オホーツク文化は平安時代前期ころ道北にまで進出した擦文文化によって樺太と切り離されたのち、北見国域中部以南では擦文文化の影響を強く受けたトビニタイ文化へと移行し鎌倉時代ころまで続いた。
鎌倉時代後期にさしかかるころ、当時は仏教の布教が盛んで北海道にも僧が渡ったと言われており、永仁年間に北見国域から日蓮宗の僧・日持上人が布教のため樺太に渡っている。その二年後には津軽（十三湊）に本拠を置く蝦夷沙汰職・安東氏が骨嵬（樺太アイヌ）を率いて黒龍江流域で元と戦った、と元北海道開拓記念館学芸員の海保嶺夫は推測した（榎森進はこれについて興味深い推論ではあるが無理があると評している）。当時、蝦夷沙汰職は鎌倉幕府による蝦夷統括権の執行を現地で担い、夷島の交易や罪人の夷島への移送を管掌していたと想定される。18世紀の文献『福山秘府』は、室町時代の文明7年に北夷（樺太アイヌ）から瓦硯がもたらされたという言い伝えを記録している。
江戸時代に入ると、松前藩によって開かれた場所と呼ばれる知行地で松前藩家臣と蝦夷（アイヌ）との交易が行われた。交易の拠点や藩の出先機関を兼ねる運上屋行われた撫育政策（オムシャ）では、アイヌの有力者を乙名・小使・土産取などの役蝦夷に任命し、掟書の伝達や扶持米の支給（介抱）などが行われた。アイヌの人々は百姓身分に属していた。制度的な詳細は商場（場所）知行制および場所請負制を、漁場の状況については北海道におけるニシン漁史を参照。場所と後に置かれた郡の対応は下記のとおりである。
- リイシリ場所・・・後の利尻郡、礼文郡
- ソウヤ場所・・・後の宗谷郡、枝幸郡
- モンベツ場所・・・後の紋別郡、常呂郡
- アバシリ場所・・・後の網走郡
- シャリ場所・・・後の斜里郡

※この他、樺太にも樺太場所・樺太直捌場所・鵜城場所などが開かれていた。
江戸時代から明治時代初頭にかけての交通について、陸上交通は、天塩国方面や南東の斜里郡方面へは沿岸部を陸路で通行可能であった。享和元年八王子千人同心によって釧路国川上郡虹別（現標茶町）から摩周湖の東を通り釧路・北見国境を越え斜里郡トンダベックシを結ぶ斜里山道が開削された。また、文化5年から文化7年にかけて白糠在勤の幕吏・大塚忽太郎の指揮で釧路国庶路から下辛太や阿寒湖西岸を通り釧路・北見国境を越え、網走川沿いを下りニマンベツを経て新栗履（にくりばけ、今の網走市藻琴）に至る46里（180.7km）の道が開削された。この道は網走越（国道240号の前身）と呼ばれ、留萌などの各場所に馬を配置する際など利用されている。このほか、文化年間にそれまで蝦夷の人々が利用していた道を斜里、根室、釧路の三場所の蝦夷に請け負わせ改修した、斜里越も開削されている。斜里越は根室国標津郡のチライワツタリから根北国境を越え斜里郡に入りワツカオイに至る8里32町（34.9km）、ワツカオイから斜里に至る10里30町（42.5km）など3区間にわたる道である。北見国内の河川には藩政時代から廃使置県までの間19箇所の渡船場数があり渡し船なども運行されていた。
海上交通は、和人地や樺太などとの間に北前船の航路が開かれていた。
江戸時代初期の正保元年（1644年）、北見国域を含む「正保御国絵図」が作成された。元禄13年（1700年）になると幕命が下り松前藩は樺太・千島や勘察加（カムチャツカ）を含む蝦夷全図と 松前島郷帳 を作成し幕府に提出。
江戸時代中期の正徳5年（1715年）、松前藩は幕府に対し「十州島、唐太、チュプカ諸島、勘察加」は自藩領と報告。宝暦年間から寛政2年にかけ、それまで宗谷郡域で行われた山丹交易が樺太場所・白主に移った。寛政4年、最上徳内が渡樺し調査。
江戸時代後期になると北見国域は西蝦夷地に属した。文化3年9月、ロシアが樺太の久春古丹（後の大泊町楠渓）に上陸して運上屋を攻撃・略奪・放火する事件が発生。翌文化4年にはロシアによる樺太の留多加と利尻島を攻撃・略奪、礼文島近海の日本船を襲撃する事件が起き、商船が焼き払われ島民が拉致されるなどの被害が出た。これらロシアが攻撃・略奪・放火する一連の事件（文化露寇、フヴォストフ事件）の発生など、南下政策を強力に進めるロシアの脅威に備えるため蝦夷地は公議御料（幕府直轄領）とされ、会津藩が利尻・宗谷・樺太の警固を命じられる。松前奉行の治世、アイヌの宗門人別改帳（戸籍）も作成されるようになり（江戸時代の日本の人口統計も参照）、文化5年には松田伝十郎と間宮林蔵が樺太踏査、北樺太にて間宮海峡を発見し樺太が島であることを確認。松田伝十郎は海峡に面した樺太最西端ラッカ岬（北緯52度）に「大日本国国境」の国境標を建て（参考:多賀城碑）、山丹交易の改革を行った。同年、最上徳内も再び渡樺している。その翌年は間宮林蔵が単身で渡樺、間宮海峡対岸の黒竜江下流を調査した。文化6年それまで西蝦夷地の一部であった樺太の呼称を北蝦夷地とし、この年以降弘前藩が樺太（シラヌシ、ルウタカ、クシュンコタン）と北見国域（ソウヤ、シャリ）に出張陣屋を築き警固に当たった。この時、シャリで越冬時に多数犠牲者を出した弘前藩士殉難事件がおこっている。文政4年には一旦松前藩領に復したものの、安政2年再び公議御料となり今度は秋田藩が枝幸郡域以北のソウヤ及び樺太のシラヌシとクシュンコタンに、会津藩が紋別郡域以南の紋別と斜里に出張陣屋を築き警固を行った。また、安政3?4年ころ知床半島（斜里郡域）にある硫黄山が噴火している。安政6年の6藩分領以降は、珊内（サンナイ、宗谷岬周辺の秋田藩警固地）と網走（会津藩警固地）を除き、秋田藩と会津藩の所領となっていた。慶応元年岡本監輔が、樺太最北端ガオト岬（北緯55度）に、「大日本領」と記した標柱を建てる。慶応4年4月12日、箱館裁判所（閏4月24日に箱館府と改称）の管轄となった。
その他、北見温泉や温根湯温泉などが古くから知られている。
- 明治2年（1869年）
  - 旧暦7月24日に開拓使領となったが、8月から全域が道外の複数の藩によって分領支配される。
  - 旧暦8月15日（9月20日）に北見国8郡が制定された。
  - 10月 宗谷開拓使出張所が開庁。廃止を検討されていた場所請負制が漁場持と名称を変更。
- 明治3年（1870年）1月、宗谷開拓使出張所が廃止される。
- 明治4年（1871年）
  - 旧暦7月14日（8月29日）、廃藩置県。
  - 旧暦8月20日（10月4日）、北海道の分領支配の廃止。全域が開拓使の管轄となる。
- 明治5年（1872年）
  - 壬申戸籍が編製される。
  - 旧暦4月9日（5月15日）、全国一律に戸長・副戸長を設置。
  - 9月14日、開拓使宗谷支庁が開庁。
  - 旧暦10月10日（11月10日）、大区小区制施行。
  - 旧暦12月2日（1872年12月31日）、天保暦からグレゴリオ暦に改暦。
- 明治6年（1873年）2月25日、開拓使宗谷支庁が留萌に移転して「開拓使留萌支庁」と改称。
- 明治9年 (1876年)9月 漁場持の廃止。
- 明治12年（1879年）7月23日、郡区町村編制法（明治11年7月22日太政官布告第17号）施行。
- 明治14年（1881年）7月に、釧路国の網尻郡を北見国の網走郡に合して編入した。
- 明治15年（1882年）2月8日、廃使置県にともない利尻・礼文・宗谷・枝幸の4郡は札幌県の、紋別・常呂・網走・斜里の4郡は根室県の所管となる。
- 明治31年（1898年）1月、北見国で徴兵制度が施行された。

なお、宗谷海峡の北に位置する樺太は北海道ではない。これは千島列島と異なる点で、樺太・千島交換条約発効後の北千島が北海道11国のひとつである千島国に編入されたのに対し、ポーツマス条約発効後の南樺太は当然ながら北海道11国のいずれにも編入されていない。

## 国内の施設

### 寺院
寺院は、安政3年有珠善光寺の住職によって宗谷郡に泰平山松寿院護国寺（宗谷護国寺）が開山されている。

### 神社
神社は、享保年間創建の北見冨士神社、天明5年創建の北門神社、寛政8年創建の斜里神社などがある。その他、渡樺する者が参拝奉納した宗谷郡の厳島神社は天明2年にはすでに存在し樺太・大泊にも分社があった。下記以外にも、北見国では早くから和人が進出した北部四郡（利尻郡、礼文郡、宗谷郡、枝幸郡）に江戸時代以前創建の古い神社が集まっている。
- 利尻郡 北見冨士神社（利尻郡利尻町）
- 宗谷郡 宗谷大神宮（現北門神社、稚内市）
- 宗谷郡 厳島神社（稚内市）
- 斜里郡 斜里神社（斜里郡斜里町）

一宮以下
- 一宮
  - 網走郡 網走神社（網走市）

網走神社は、文化9年（1812年）、漁場の鎮守とするため近江出身の藤野四郎兵衛により網走川の河口に作られた弁財天を祀る小祠が起源と伝わり、北見国一宮と称されている。

## 地域

### 郡
北見国は以下の8郡で構成された。
- 利尻郡
- 礼文郡
- 宗谷郡
- 枝幸郡
- 紋別郡
- 常呂郡
- 網走郡
- 斜里郡

### 江戸時代の藩
- 松前藩領、松前氏（1万石各→3万石各）1599年 - 1807年・1821年 - 1855年（北見国全域）
- 秋田藩宗谷出張陣屋、1859年 - 1867年（利尻場所、宗谷岬周辺のサンナイを除く宗谷場所）
- 会津藩紋別陣屋・斜里陣屋、1859年 - 1868年（紋別場所、斜里場所）

分領支配時の藩
- 水戸藩領、1869年 - 1871年（利尻郡）
- 金沢藩領、1869年 - 1870年（礼文郡、宗谷郡。枝幸郡は1869年のみ）
- 和歌山藩領、1869年 - 1870年（紋別郡）
- 広島藩領、1869年 - 1870年（常呂郡）
- 名古屋藩領、1869年 - 1870年（網走郡、斜里郡）

### 人口
明治5年（1872年）の調査では、人口1511人を数えた。

## 北見国の合戦
- 1806年 - 1807年：文化露寇